# 전현태
전현태(全峴兌, 1986년 7월 9일 ~ )은 KBO 리그 전 KIA 타이거즈의 내야수이다.

## 선수 시절
2005년 한화 이글스에 입단했다.
2015년 7월 4일 한화 이글스 구단은 전현태를 웨이버공시(방출)를 하였다. 이로 인해 육성선수였던 문재현을 정식 선수로 전환시켰다.
2015년 7월 11일 이 날을 지나면 전현태는 올시즌 뛸 수 없었으나, KIA 타이거즈 구단과 입단 계약을 체결하여 이 날부터 KIA 타이거즈 선수로 뛰게 되었다.
발이 상당히 빨라서 대주자로 많이 출장한다. 전두환 전 대통령의 친척으로 장군의 손자라는 별명도 갖고 있다.

## 가족관계
대한민국의 제11대 이자 제12대 대통령인 전두환 전 대통령과 친척 관계이다.

## 출신학교
- 서울이수초등학교
- 대치중학교
- 부산고등학교

## 통산기록
| 년도 | 팀    | 타율  | 경기수 | 타수 | 안타 | 2루타 | 3루타 | 홈런 | 타점 | 득점 | 도루 | 도루 실패 | 4사구 | 삼진 | 병살타 | 희생타 | 장타율 |
| ---- | ----- | ----- | ------ | ---- | ---- | ----- | ----- | ---- | ---- | ---- | ---- | --------- | ----- | ---- | ------ | ------ | ------ |
| 2005 | 한화  | 0.148 | 21     | 27   | 4    | 1     | 0     | 0    | 0    | 3    | 0    | 1         | 8     | 13   | 1      | 0      | 0.185  |
| 2007 | 한화  | 0.000 | 2      | 3    | 0    | 0     | 0     | 0    | 0    | 0    | 0    | 0         | 0     | 3    | 0      | 0      | 0.000  |
| 2010 | 한화  | 0.205 | 100    | 156  | 32   | 3     | 0     | 5    | 21   | 34   | 25   | 8         | 26    | 52   | 0      | 3      | 0.321  |
| 통산 | 3시즌 | 0.194 | 123    | 186  | 36   | 4     | 0     | 5    | 21   | 37   | 25   | 9         | 34    | 68   | 1      | 3      | 0.296  |

## 참조
1. ↑  KBO (2009년 3월 10일). 《한국 프로야구 기록대백과》 제4판. 817쪽.